# Інтерамериканське шосе
Міжамериканське шосе (IAH) - це центральноамериканська ділянка Панамериканського шосе довжиною 5470 кілометрів (3,400 миль) між Нуево-Ларедо (Мексика) та Панама-Сіті (Панама).

## Історія
Ідея про дорогу, побудовану по всій Центральній Америці, стала відчутною метою в 1923 році, коли Сполучені Штати почали проводити аерофотознімки, використовуючи нову технологію фоторозвідки та фотографічної антени. Проте, аерофотозйомка не була безпосередньо пов'язана з майбутнім проектом міжамериканського шосе і була проведена у співпраці з кількома центрально-американськими республіками.
До 1940 року Сполучені Штати мали сильну присутність у Центральній Америці, особливо в Панамі. Американські володіли Панамським каналом і Панамською залізницею, але з наступаючою війною в Європі Сполучені Штати вважали за необхідне встановити більш прямий зв'язок з Панамою. Таким чином, уряди США і Панама погодилися розпочати будівництво трансістемської магістралі, розташованої за межами зони каналу. Таким чином, спорудження фактичного міжамериканського шосе було спонукано Сполученими Штатами як запобіжний захід на початку Другої світової війни.
Як і в проекті Панамського каналу, головні інженери та адміністратори будівництва автомобільних доріг поставлялися Сполученими Штатами. Робочі та побутові умови змінювалися залежно від місця та сезону, але вони були описані північноамериканським екіпажем як «примітивні», і вони згадують свій досвід як «веселий і трагічний». сім'ям було дозволено прийти і залишитися з ними як стимул, щоб утримати їх від повернення до Сполучених Штатів.
Багато штук теперішнього Міжамериканського шосе були побудовані окремо окремими країнами до 1940 року. Однак ці дороги існували тільки між великими містами і не були в дуже хорошому стані. На відміну від Сполучених Штатів, транспортування в Центральній Америці швидко просувалося від шляхів кошика до повітряного транспорту, створюючи численні прогалини в наземній транспортній мережі. Одним з найбільших проблем, з якими стикалися працівники, було подолання цих прогалин.
Прогрес IAH був ретельно повільним через ізоляцію будівельних майданчиків і часті природні перешкоди, такі як гори і річки. Тим не менш, будівництво на IAH було прискорене, оскільки загроза німецьких підводних човнів в Атлантиці та Карибському басейні збільшилася. Як частина американських військових зусиль, Інженерний корпус армії Сполучених Штатів почав будівництво "військової дороги" разом з ІАГ. Ця група інженерів отримала доступ до всіх країн Центральної Америки, які беруть участь у оригінальному шосе, внаслідок аварійного стану військової дороги.
Будівництво як ІАХ, так і допоміжної військової дороги просунулося з вражаючою швидкістю, і будівельні товари швидко вичерпалися. Дефіцит будівельного матеріалу лише сприяв посиленню місцевого занепокоєння проектом, оскільки місцеві торговці не мали пріоритету над імпортними матеріалами з Сполучених Штатів або правами на перевезення, а тому не мали великого прибутку від усього цього. Незважаючи на те, що будівництво не сприяло безпосередньому розвитку місцевого бізнесу, воно забезпечувало працевлаштування багатьох місцевих жителів. Проте цей позитивний вплив тривав лише тоді, коли будівельна група перебувала в цьому районі. Наприклад, після занепаду німецької підводного човна - через присутність ВМС США - інженерний корпус припинив будівництво проекту «Військова дорога», раптово залишивши безробітних і засмучених.
Після того, як американські інженери покинули Центральну Америку, будівництво ІАГ почало відновлюватися на повній потужності, успадкувавши значну кількість запасів і обладнання від покинутого військового проекту. До 1946 року МАГ була готова до перевірки американськими дипломатами та інженерами, але була далеко не завершена. Більшість дороги була тільки прохідна джипом, але основний контур дороги був вирізаний з навколишніх джунглів і гір. Дорога була остаточно закінчена в 1967 році і існувала як безперервна смуга гравію, бруду або асфальту між Панамою та Мексикою. Єдиною секцією IAH, яка була побудована без будь-якої форми американської допомоги, була смуга на 1600 миль між Нуево-Ларедо і Малакатаном, на межі Мексика-Гватемала.